# Andersonia carinata
Andersonia carinata är en ljungväxtart som beskrevs av L. Watson. Andersonia carinata ingår i släktet Andersonia och familjen ljungväxter. Inga underarter finns listade i Catalogue of Life.